# Cúng tế

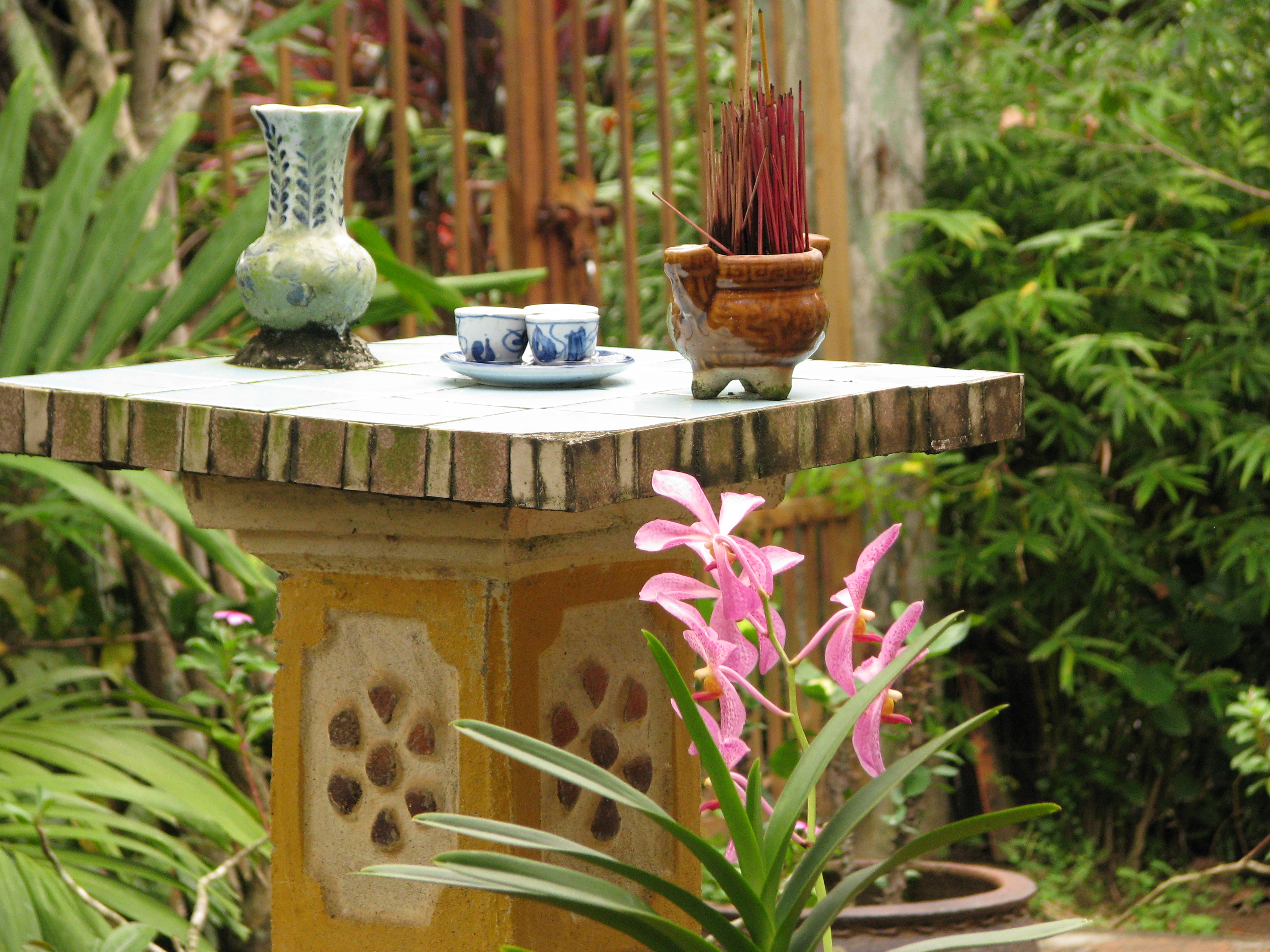
Cây hương ngoài trời ở Vĩnh Long, bày lễ vật cúng thần

Cúng tế là nghi thức dâng lễ vật lên thần linh để tỏ lòng cung kính hay tưởng nhớ người đã khuất, thường đi đôi với việc báo tin hay kỷ niệm một sự kiện đặc biệt nào đó liên quan đến cõi vô hình.

## Cúng

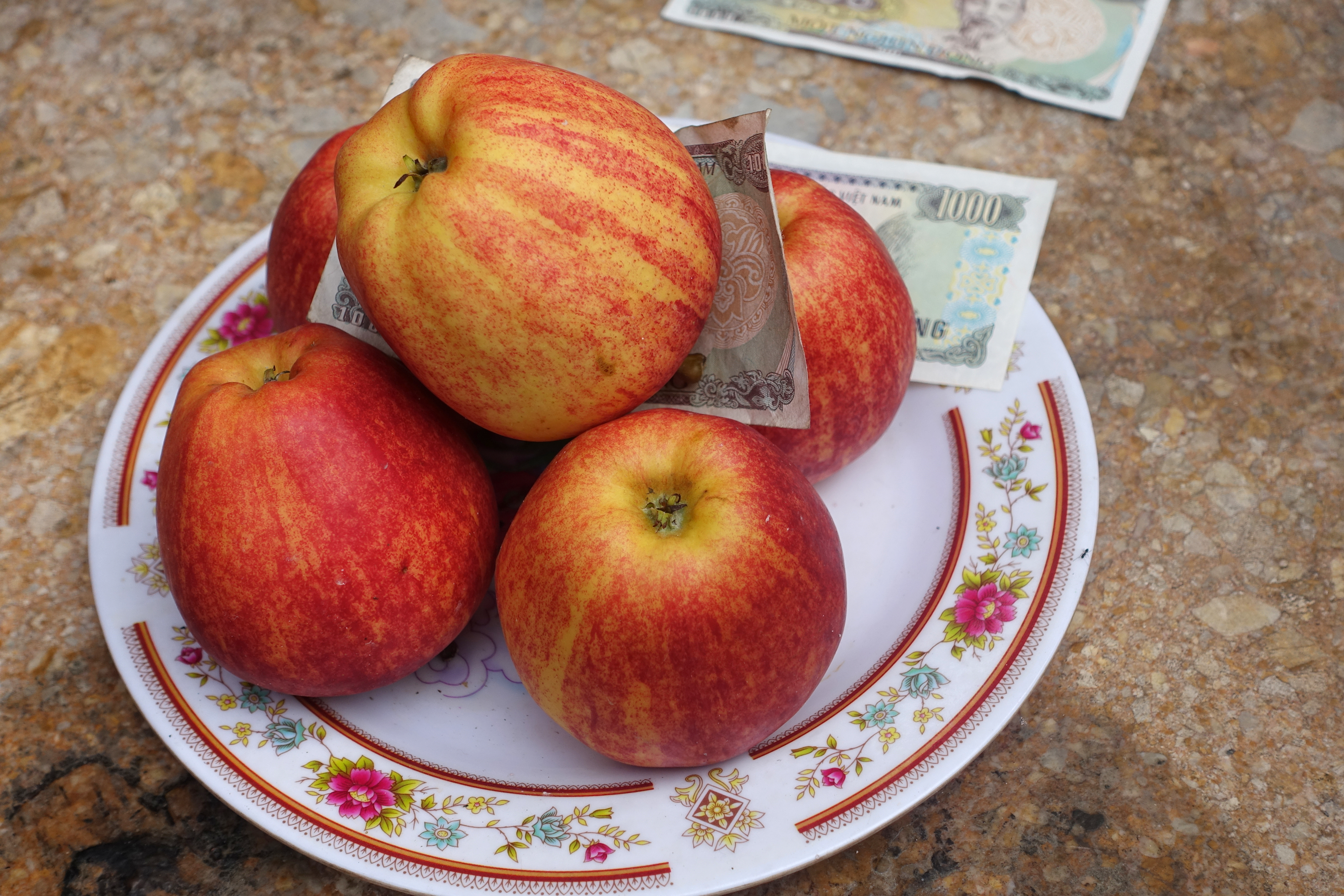
Táo cúng ở chùa Một Cột, Hà Nội

Đối với người Việt việc cúng tế thường có hoa, trái cây, thức ăn. Mọi vật được bày lên một mặt phẳng, trang trọng thì dùng bàn thờ và hương án. Kém hơn thì dùng mâm hoặc khay. Tùy vào trường hợp thức ăn dùng cúng có thể là thức ăn chay nếu là cúng Phật, hay thức ăn mặn. Khiêm tốn thì có khi chỉ là chén nước lã.
Khi cúng người hành lễ đứng trước bàn thờ chắp hai tay đưa lên trước mặt rồi với động tác hạ dần xuống ngang bụng, tức là "vái". Người cúng có khi "lạy" bằng cách đứng lên rồi quỳ sụp xuống đất, có quy thức hẳn hoi. Người cúng đọc thầm lời ước nguyện, gọi là "khấn".
Tín ngưỡng của người Việt khi cúng còn dùng nhang, đốt ở ngọn rồi cắm vào một vật đặt trên bàn thờ. Vật này, sang trọng quy mô là đỉnh, nhỏ hơn là lư hương, có khi chỉ là cái bát đựng cát hoặc gạo để có thể cắm nén nhang đứng thẳng vào, gọi là bát hương.
Ngoài lư hương cắm hương, bàn thờ có thể bày thêm các lễ cụ khác thành một bộ như chân đèn cắm nến là bộ tam sự (lư hương và hai chân đèn) hoặc ngũ sự (lư hương, hai chân đèn, bình hoa, quả bồng).
Cúng Phật thì giữa bàn thờ bày tượng Phật, cúng thần hay tổ tiên thì thường có bài vị.

## Tế

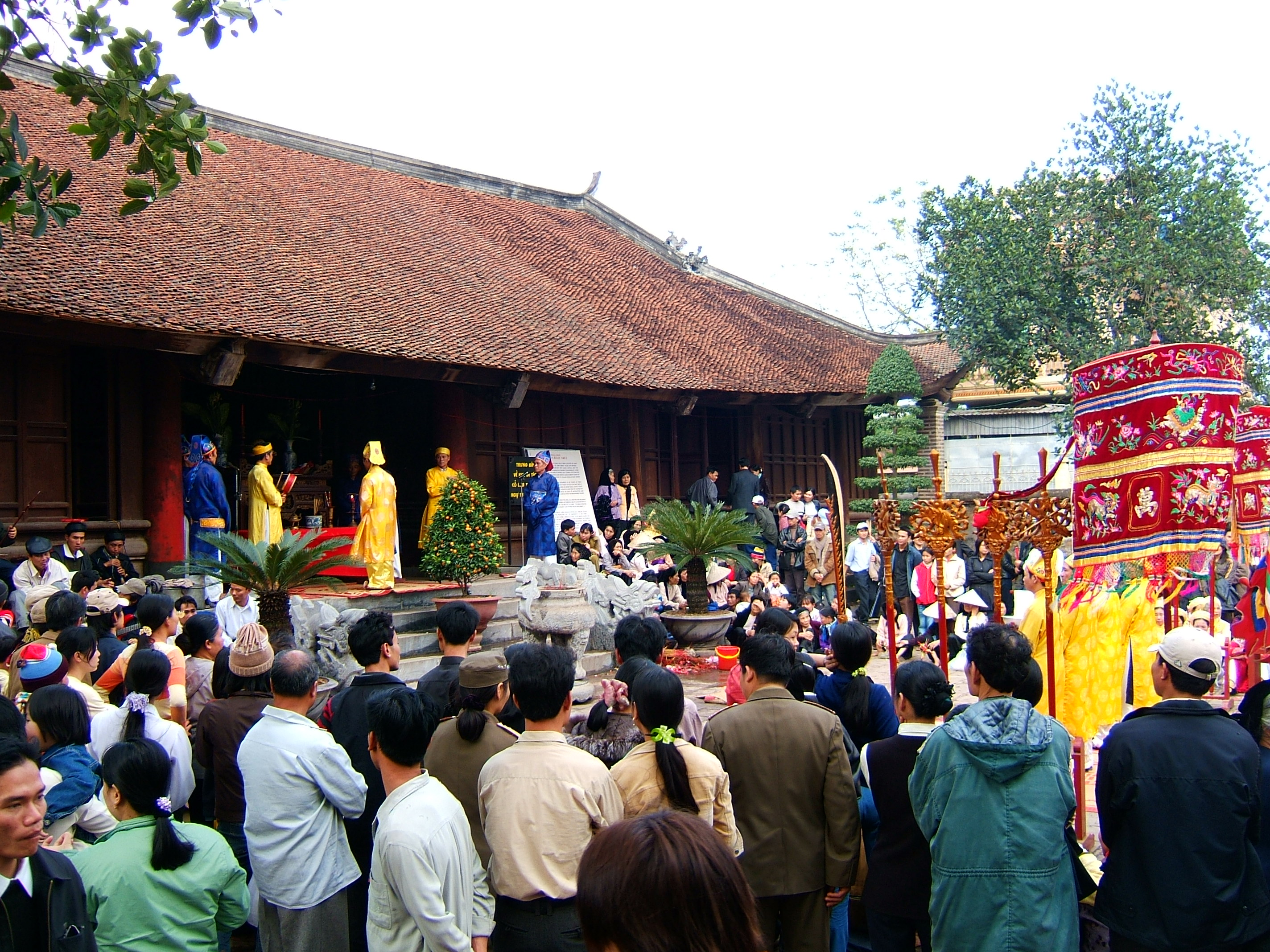
Tế An Dương Vương ở Cổ Loa

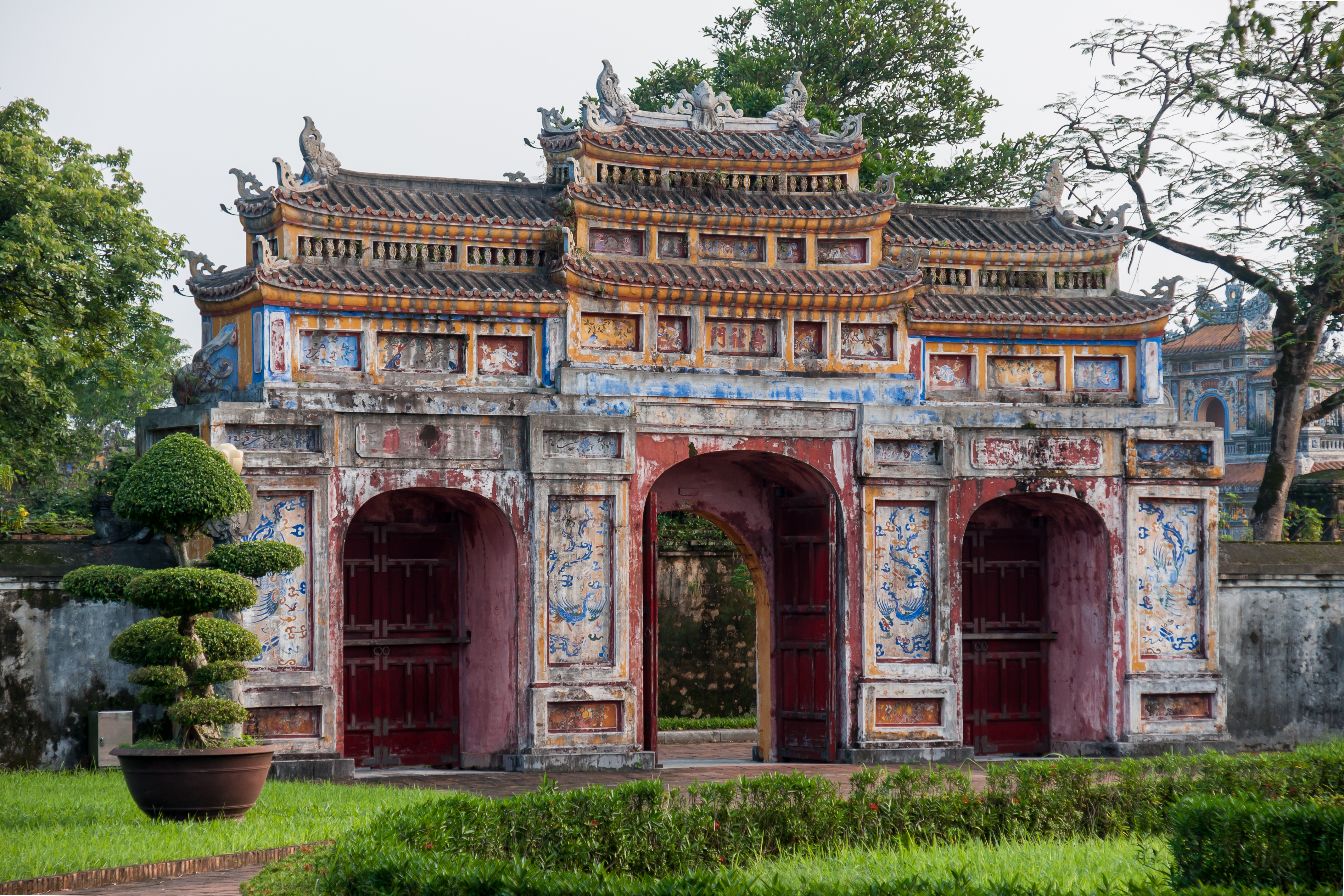
Cổng vào Trai cung, Đàn Nam Giao, Huế, nơi vua nhà Nguyễn dùng để tế Trời Đất

Tế là một loại nghi lễ giống như cúng nhưng quy mô hơn, lớn hơn phạm vi một gia đình. Một dòng họ, thôn làng, đền chùa, hay đoàn thể có thể tổ chức đám tế để kỷ niệm một sự kiện: dòng họ thì tế tổ, thôn làng tế thành hoàng, đền chùa làm lễ Chẩn tế (cúng thí thực, cúng cô hồn), đoàn thể tế tổ sư...
Đám tế thường có phường nhạc bát âm, trống, và chiêng tấu nhạc khi cử hành nghi thức, có phần trang trọng và kiểu thức cung nghinh. Một yếu tố quan trọng trong tế lễ là bài văn tế được đọc lên trong buổi lễ rồi đốt đi. Ngoài thức ăn, lễ vật dâng tế thần thường có rượu, trà. Thời phong kiến vụ tế quan trọng nhất trong nước là do nhà vua đích thân cử hành tế Trời Đất, tức là tế Nam Giao. Lễ tế này được cử hành rất trang nghiêm vào buổi tối ở địa điểm phía nam kinh thành, dựng lên với mỗi một mục đích tể Trời, gọi là Đàn Nam Giao.

## Tham khảo

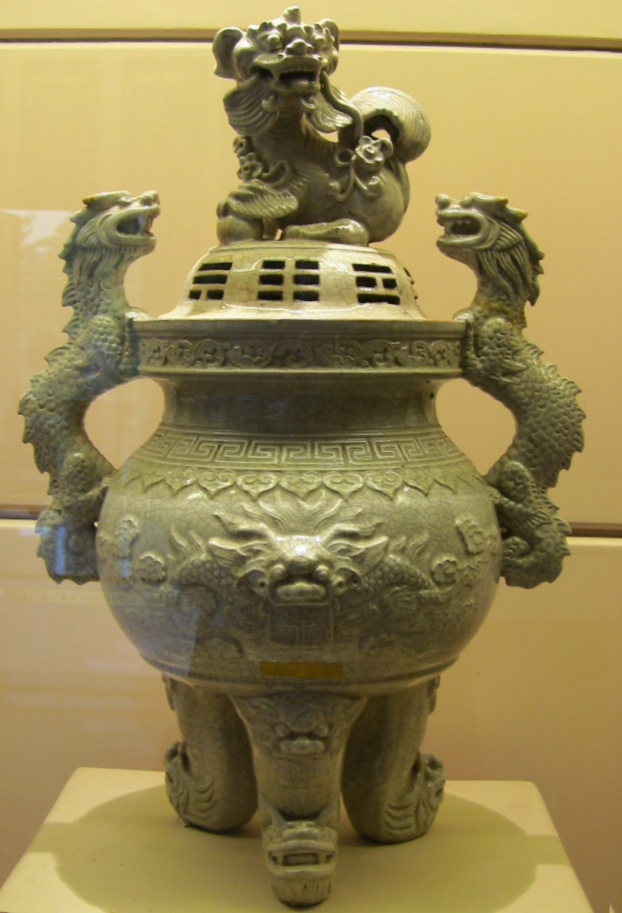
Đỉnh bằng gốm, sản phẩm làng Bát Tràng, chế tạo năm 1736 triều Cảnh Hưng